# Muscle crico-aryténoïdien latéral
Le muscle crico-aryténoïdien latéral (ou muscle crico-aryténoïdien antérieur) est un muscle pair strié viscéral du larynx.

## Description
Le muscle crico-aryténoïdien latéral est un muscle épais et court, triangulaire à base antéro-inférieure.
Il est situé en dedans de la lame latérale du cartilage thyroïde.

## Origine
Le muscle crico-aryténoïdien latéral nait de la partie postéro-latérale du bord supérieur de l’arc du cartilage cricoïde. 

## Trajet
Le muscle crico-aryténoïdien latéral se dirige en arrière et en haut.

## Insertion
Le muscle crico-aryténoïdien latéral se termine sur la face antéro-latérale du processus musculaire du cartilage aryténoïde.

## Innervation

### Innervation
Le muscle crico-aryténoïdien latéral est innervé par le nerf laryngé récurrent issu du nerf vague (X).

## Fonction
En faisant tourner les cartilages aryténoïdes médialement, le muscle crico-aryténoïdien latéral rapprochent les cordes vocales et ferment ainsi la fente de la glotte, protégeant les voies respiratoires.
Leur action est antagoniste à celle des muscles crico-aryténoïdien postérieurs.

## Galerie

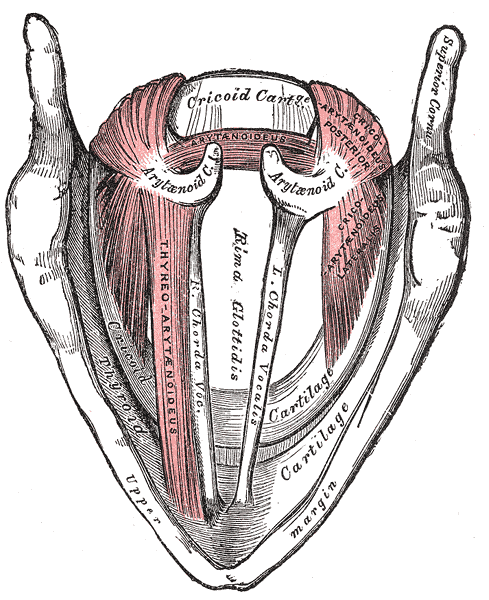
Muscles du larynx, vus de dessus.